# British Rail 717 sorozat
A British Rail 717 Desiro City sorozat a Siemens Mobility által gyártott villamos motorvonat, amelyet a Govia Thameslink Railway üzemeltet a Great Northern márkanév alatt kiszolgált Hertford Loop- és Great Northern-vasútvonalakon. A típust elsősorban a Moorgate-be közlekedő járatokon használt 313 sorozatú motorvonatok kiváltására épült, 2019 márciusában összesen 25 darab hat kocsis egység kezdte meg a menetrendszerű közlekedést. Az egységek stilisztikailag hasonlítanak a Thameslink által üzemeltetett 700, illetve a Southeastern és a South Western Railway által üzemeltetett 707 sorozatú villamos motorvonatokhoz.

## Történet
A Thameslink, Southern és Great Northern-franchise elnyerésekor a Govia Thameslink Railway (GTR) bejelentette, hogy új, összesen 150 kocsiegységből álló vonatflottát kíván beszerezni a Moorgate felé és onnan induló járatokon közlekedő, akkor 40 éves 313 sorozatú egységek kiváltására. 2015 decemberében a GTR bejelentette, hogy az új flotta leszállításával a Siemens Mobilityt bízta meg, az új egységeket eredetileg a 713-as sorozatba osztották be és azok a GTR a 700 sorozatú megrendelésének folytatólagos mnotorvonatainak megrendeléseként jött létre, és az egységek várhatóan 2019 márciusától állnak forgalomba. A megrendelést 2016 februárjában véglegesítették.
A 717-es és a korábbi 700-as osztály között jelentős különbség, hogy a vonatok mindkét végén lehajtható vészkijárati ajtók vannak. Ezekre az utasok vészhelyzeti evakuálásához van szükség a Moorgate-alagutakban.
A Siemens 2018 júniusában kezdte meg a 717-es sorozatú egységek tesztelését Németországban.

### Üzemeltetés
Az első egységgel 2018 szeptemberének végén indítottak egy bemutató járatot, a fokozatos bevezetés 2019 tavaszától kezdődött meg. A Great Northern franchise utolsó 313 sorozatú motorvonattal üzemeltetett járata 2019 szeptemberében közlekedett, ezzel befejeződött a flotta lecserélése a 717-es egységekre.

## Vonatbefolyásoló berendezés
2021 szeptemberében a Thameslink „fő” útvonalán, a London központjában található St Pancras International és Blackfriars állomások között sikeresen tesztelték az Európai Vonatbefolyásoló Rendszer (ETCS) telepítését a 717-es sorozatú járműparkra. A tesztelés sikere lehetővé tette a Govia Thameslink Railway számára, hogy 2023 novemberében lehetővé tegye az ETCS használatát a személyforgalomban a Northern City-vasútvonalon, amelyet 2024-ben a kiépített hagyományos jelzőrendszer leszerelése és eltávolítása fog követni. A tervek szerint más vonalokon további teszteket és kiépítéseket is fognak végezni.
2022 októberében megkezdődött az ETCS-alaprendszer B3MR1-ről B3R2-re történő korszerűsítésének tesztelése, a dinamikus teszteket pedig 2023 decemberére tervezték.

## Környezeti hatás
A 717-es sorozatú motorvonatok regeneratív fékezéssel villamos energiát termelnek. A vonatok emellett 20%-kal könnyebbek elődeiknél, így energiatakarékosabbak.

## A flotta részletei
| Sorozat | Üzemeltető     | Darabszám | Gyártás éve | Kocsi egységenként | Pályaszám     |
| ------- | -------------- | --------- | ----------- | ------------------ | ------------- |
| 717     | Great Northern | 25        | 2018        | 6                  | 717001–717025 |

## Fordítás
- Ez a szócikk részben vagy egészben  a   British Rail Class 717 című angol Wikipédia-szócikk ezen változatának fordításán alapul.  Az eredeti cikk szerkesztőit annak laptörténete sorolja fel. Ez a jelzés csupán a megfogalmazás eredetét és a szerzői jogokat jelzi, nem szolgál a cikkben szereplő információk forrásmegjelöléseként.